# Проблемът 2038 година
Проблемът 2038 година известен още като Y2K38, по аналог с проблемът Y2K, може да доведе до отказ в компютърния софтуер, преди или през 2038 година. Проблемът засяга всички операционни системи и софтуер, които използват 32 битово число Integer, за да представят датата и часа след 00:00:00 UTC на 1 януари 1970 година. Последната дата, която може да бъде представена по този начин е 03:14:07 UTC на 19 януари 2038 година.
Времето след тази дата, ще бъде „презапуснато“, и ще бъде съхранявано като отрицателно число, което ще бъде интерпретирано като 1901 година, вместо 2038. Тъй като повечето UNIX системи съхраняват датите по този начин, системата обикновено се нарича UNIX time. Въпреки това, проблемът ще засегне и други не-UNIX системи и програми, които представят датите по този начин.

## Решения
Повечето 64 битови архитектури вече използват 64 битов integer, зададен като time_t. Използвайки 64 битово число, новата дата за „презапускане“, се измества с приблизително 292 милиарда години на 4 декември 292,277,026,596 н.е.